# Plantago subulata
La piantaggine a foglie carenate (Plantago subulata L., 1753) è una pianta erbacea perenne della famiglia delle Plantaginaceae Altre checklist chiamano le piante di questa voce con il nome scientifico di Plantago holosteum Scop..

## Etimologia
Il nome generico "Plantago" deriva dalla parola latina "planta" che significa "pianta del piede" e fa riferimento alle piatte foglie basali di questa pianta simili a "piante di un piede". L'epiteto specifico "subulata" significa "a forma di punteruolo".
Il nome scientifico della specie è stato definito da Linneo (1707 – 1778), conosciuto anche come Carl von Linné, biologo e scrittore svedese considerato il padre della moderna classificazione scientifica degli organismi viventi, nella pubblicazione "Species Plantarum - 1: 115" del 1753.

## Descrizione

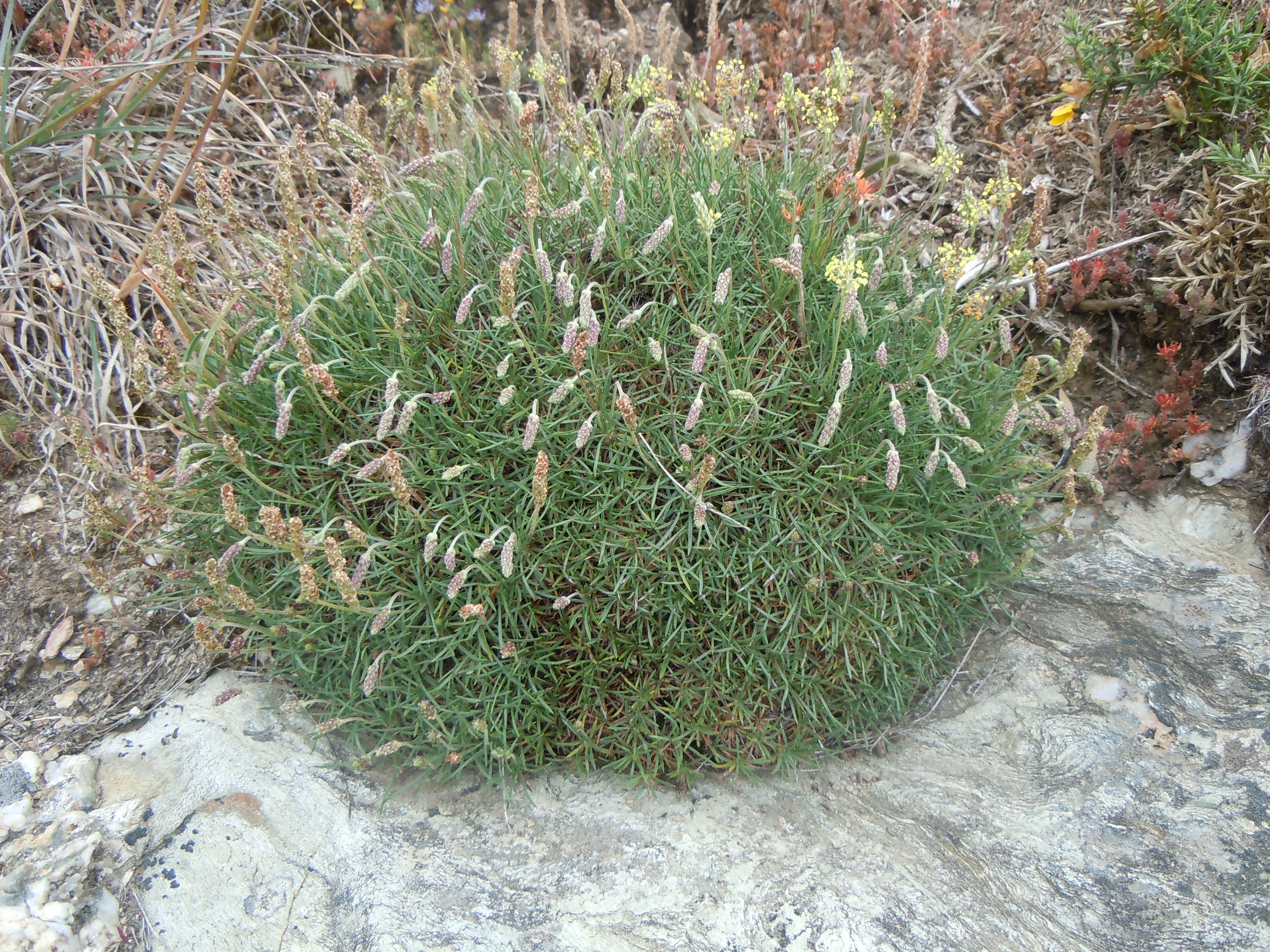
Il portamento

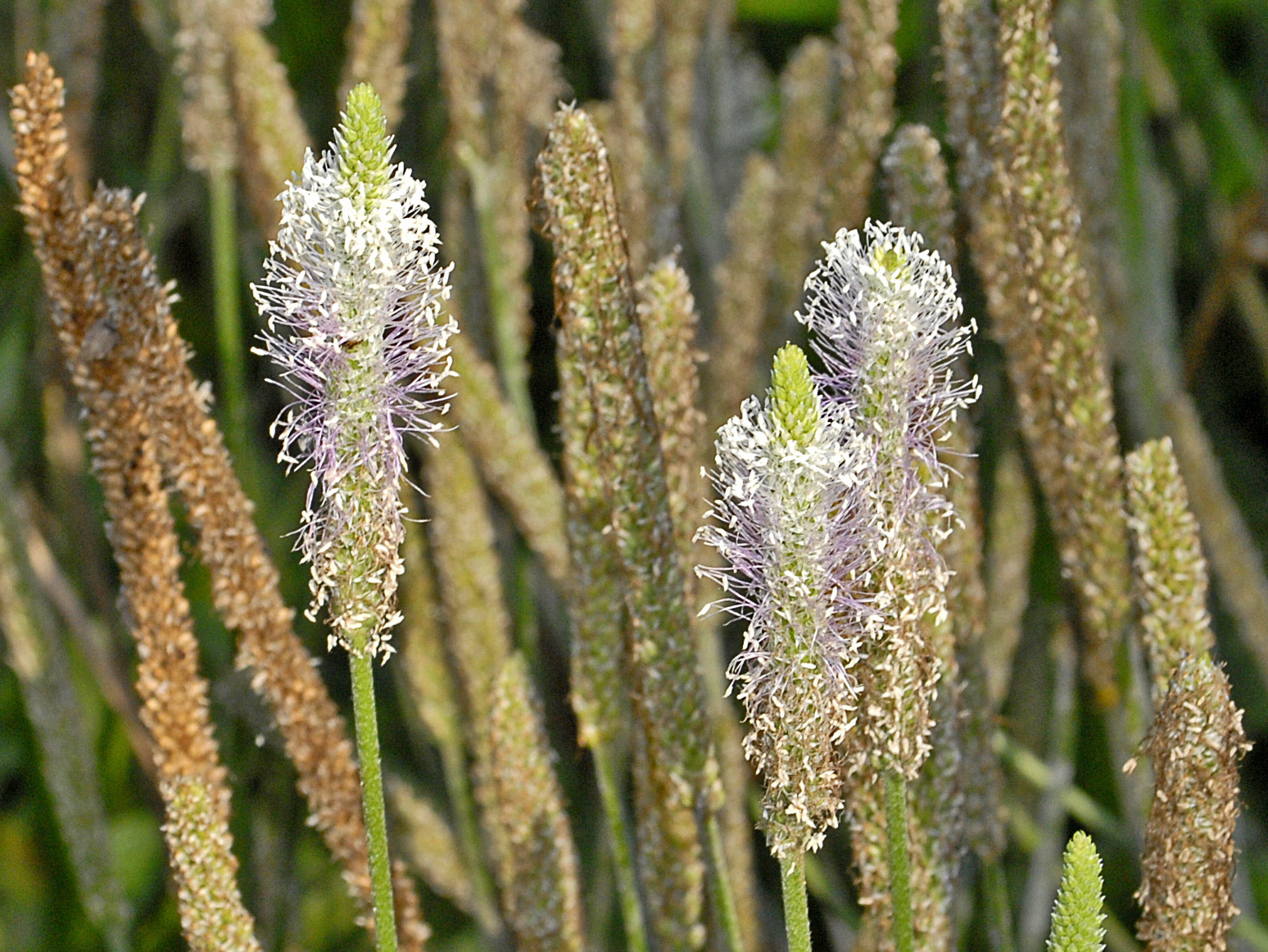
Infiorescenza

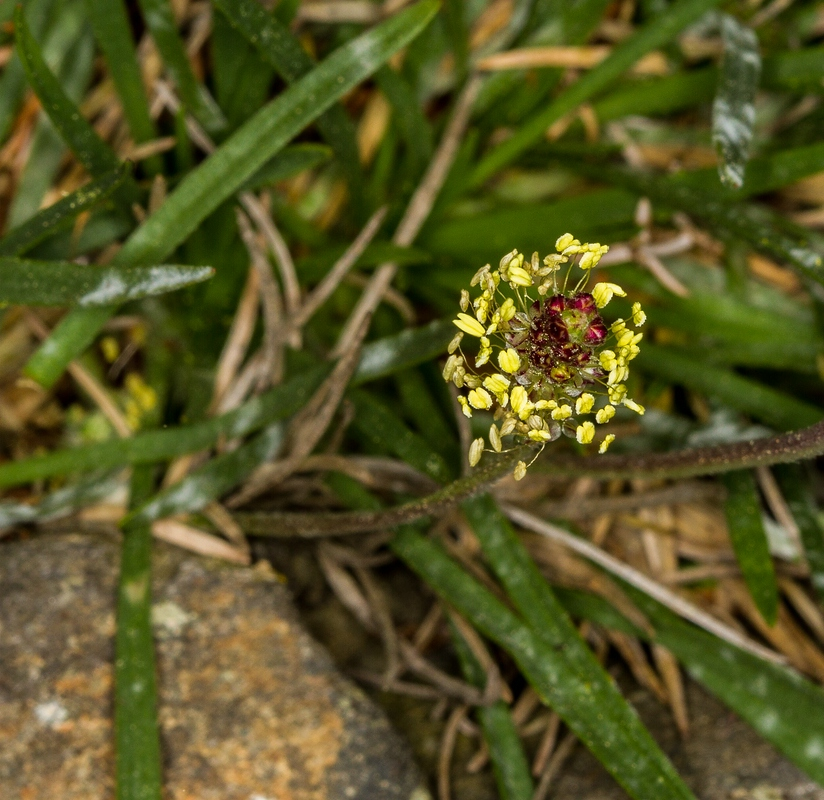
I fiori

(La seguente descrizione fa riferimento alla specie P. holosteum descritta da Sandro Pignatti nella "Flora d'Italia" e nella "Flora Alpina" - Vedere il paragrafo Variabilità per ulteriori spiegazioni.)

Le piante di questa voce hanno una altezza variabile da 1 a 3 dm. La forma biologica può essere definita sia come emicriptofita rosulata (H ros), ossia in generale sono piante erbacee, a ciclo biologico perenne, con gemme svernanti al livello del suolo e protette dalla lettiera o dalla neve e hanno le foglie disposte a formare una rosetta basale, ma anche come camefita suffruticosa (Ch suffr), ossia piante perenni e legnose alla base, con gemme svernanti poste ad un'altezza dal suolo tra i 2 ed i 30 cm (le porzioni erbacee seccano annualmente e rimangono in vita soltanto le parti legnose). Inoltre sono piante proterogine (gli ovuli maturano prima del polline per evitare l'autofecondazione in quanto sono piante soprattutto anemogame). Possono essere presenti le seguenti sostanze chimiche: glicosidi fenolici, saponine triterpenoidi, flavonoidi e altre sostanze. La pubescenza è formata da peli semplici.

### Radici
Le radici sono secondarie da una radice legnosa, talvolta sviluppata in brevi rami suffruticosi.

### Fusto
La parte aerea della pianta consiste in uno o più assi fiorali (= scapi) allungati, ascendenti e privi di foglie. La base a volte è legnosa.

### Foglie
Le foglie sono tutte in rosetta basale con disposizione spiralata. Le rosette sono brevi e le foglie sono tutte inserite alla stessa altezza. La forma è strettamente lineare con bordi interi e paralleli fin quasi all'apice che termina in punta. Quelle inferiori sono riflesse, quelle superiori hanno un portamento eretto-patente. La lamina è carenata ed è solcata tra le nervature. La superficie è irsuta con margini cigliati o setolosi; le ciglia sono disposte in modo regolare ed eretto-patente. Dimensione delle foglie: larghezza 1 - 1,5 mm; lunghezza 2 – 15 cm.

### Infiorescenza
Le infiorescenze sono delle spighe con forme cilindriche. I fiori, riuniti in gran numero, sono sessili, piccoli e ridotti in ogni elemento. Ogni spiga è sorretta da uno scapo (= peduncolo) eretto. Nell'infiorescenza sono presenti delle brattee lanceolate che avvolgono e superano il calice. Dimensione delle spighe: diametro 3 – 4 mm; lunghezza 3 – 8 cm. Lunghezza delle brattee: 2,7 – 4 mm.

### Fiore
I fiori sono ermafroditi, attinomorfi, tetrameri (4-ciclici), ossia con quattro verticilli (calice – corolla - androceo – gineceo) e tetrameri (4-meri: la corolla e il calice sono più o meno a 4 parti).
- Formula fiorale:

X oppure *, K (4-5), [C (2+3) oppure (4), A 2+2 oppure 2] G (2), (supero), capsula.
- Calice:  il calice formato da 4 sepali è gamosepalo e attinomorfo a forma di tubo terminante con 4 denti (la parte terminale dei quattro sepali). I sepali possono essere leggermente riuniti 2 a 2. Il calice inoltre è persistente.
- Corolla:  la corolla formata da 4 petali è gamopetala e attinomorfa (in realtà i petali da 5 sono diventati 4 per fusione dei due petali superiori). La consistenza è membranosa (o scariosa) ed ha un tubo allungato terminante con 4 lobi patenti. Il colore è bianco (o giallastro). Dimensione dei lobi della corolla: larghezza 0,7 mm; lunghezza 1,5 mm.
- Androceo: gli stami sono 4 didinami e epipetali (adnati all'interno della corolla) con disposizione alternata rispetto ai petali; la loro lunghezza supera quella della corolla fino a 6 mm. Le antere sono grosse a due logge con forme ellittiche o astate a base debolmente sagittata e apice acuto (le sacche polliniche sono divergenti) e deiscenza longitudinale. Il colore delle antere è giallo. I grani pollinici sono tricolporati. Dimensione delle antere: larghezza 0,8 mm; lunghezza 2 mm.
- Gineceo: l'ovario è supero formato da due carpelli saldati (ovario biloculare; ma possono essere presenti da 1 fino a 4 loculi). In ogni loculo si trova uno o più ovuli a placentazione assile (se il loculo è uno solo, allora la placentazione può essere libera, centrale o basale). Gli ovuli hanno un solo tegumento e sono tenuinucellati (con la nocella, stadio primordiale dell'ovulo, ridotta a poche cellule).[14] Lo stilo è unico, filiforme con uno stigma cilindrico o usualmente bilobo (a volte lo stigma è piumoso). Il disco nettario è assente (l'impollinazione è soprattutto anemogama).
- Fioritura: da maggio a giugno (settembre).

### Frutti
I frutti sono delle capsule da ovoidi a ellissoidi con deiscenza trasversale (opercolata, ossia con coperchio) in parte nascoste dai sepali persistenti. I semi hanno la faccia interna piana; il colore è giallastro-marrone. I cotiledoni sono paralleli al lato ventrale.

## Riproduzione
- Impollinazione: l'impollinazione avviene in parte tramite insetti (impollinazione entomogama), ma soprattutto tramite il vento (impollinazione anemogama).[9]
- Riproduzione: la fecondazione avviene fondamentalmente tramite l'impollinazione dei fiori (vedi sopra).
- Dispersione: i semi cadendo a terra (dopo essere stati trasportati per alcuni metri dal vento – disseminazione anemocora) sono successivamente dispersi soprattutto da insetti tipo formiche (disseminazione mirmecoria), ma anche da uccelli.[10]

## Distribuzione e habitat

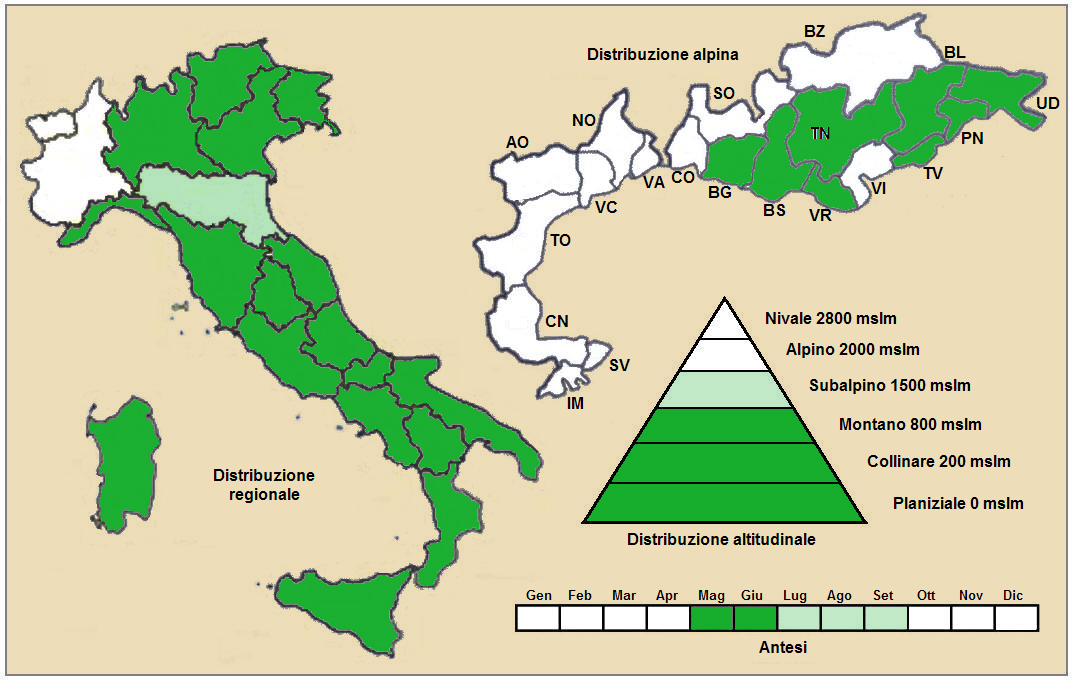
Distribuzione della pianta
(Distribuzione regionale – Distribuzione alpina)

- Geoelemento: il tipo corologico (area di origine) è Sud Est Europeo (Sub-pontico) o anche Mediterraneo.
- Distribuzione: in Italia questa specie è ovunque comune. Nelle Alpi italiane si trova nel'areale Centro-orientale. Fuori dall'Italia, sempre nelle Alpi, questa specie si trova in Francia (dipartimenti di Alpes-de-Haute-Provence, Hautes-Alpes e Isère). Sugli altri rilievi europei collegati alle Alpi si trova nel Massiccio Centrale, Pirenei, Alpi Dinariche, Monti Balcani e Carpazi.[16] Si trova anche in Anatolia e nell'Asia mediterranea.[2]
- Habitat: l'habitat tipico sono i prati aridi su calcare. Il substrato preferito è calcareo con pH basico, bassi valori nutrizionali del terreno che deve essere arido.
- Distribuzione altitudinale: sui rilievi queste piante si possono trovare fino a 1300 m s.l.m.; frequentano quindi i seguenti piani vegetazionali: collinare, montano e in parte quello subalpino (oltre a quello planiziale – a livello del mare).

### Fitosociologia

#### Areale alpino
Dal punto di vista fitosociologico alpino Plantago subulata appartiene alla seguente comunità vegetale:
- Formazione: delle comunità a emicriptofite e camefite delle praterie rase magre secche

- Classe: Festuco-Brometea

- Ordine: Scorzonero-Chrysopogonetalia

- Alleanza: Saturejion subspicatae

#### Areale italiano
Per l'areale completo italiano Plantago subulata appartiene alla seguente comunità vegetale:
- Macrotipologia: arbustivi

- Classe: Rosmarinetea officinalis

- Ordine: Rosmarinetalia officinalis

- Alleanza: Alyssion bertolonii

Descrizione: l'alleanza Alyssion bertolonii è relativa alle garighe che si sviluppano su rocce ofiolitiche e suoli a pH neutro o basico. L'alleanza include comunità di camefite e nanofanerofite, soprattutto mediterranee ed endemiche. Distribuzione: dal Piemonte alla Toscana.
Altre alleanze per questa specie sono:
- Periballio-Trifolion subterranei

## Tassonomia
La famiglia di appartenenza della specie (Plantaginaceae) comprende 113 generi e 1800 specie (114 generi e 2100 specie o anche 90 generi e 1900 specie secondo altre fonti) ha una distribuzione più o meno cosmopolita ma con molti taxa distribuiti soprattutto nelle zone temperate e nell'areale mediterraneo. Il genere Plantago si compone di oltre 150 specie, una trentina delle quali sono presenti nella flora spontanea italiana. All'interno della famiglia Plantaginaceae il genere è descritto nella tribù Plantagineae.
Il genere Plantago è suddiviso in 4 sottogeneri (subg. Plantago; subg. Coronopus (Lam. & DC.) Rahn; subg. Psyllium (Juss.) Harms; subg. Bougueria (Decne) Rahn & Reiche). La specie di questa voce è descritta all'interno del sottogenere Plantago sect. Coronopus insieme ad altre specie come Plantago coronopus L., Plantago alpina L. e Plantago maritima L..

### Variabilità
L'inquadramento tassonomico della pianta di questa voce è controverso. Sandro Pignatti nella "Flora d'Italia" descrive questa entità come un insieme di razze completamente isolate sia come distribuzione geografica che ecologica, ma con morfologie molto simili che attendono da un punto di vista tassonomico una sistemazione soddisfacente. Inoltre alcune piante sono diploidi e litorali, mentre altre sono tetraploidi e montane. La tabella seguente descrive la situazione tassonomica della pianta facendo riferimento ad alcune checklist.
| Entità                   | The Plant List          | EUROMED                 | "Flora d'Italia"        | "Flora Alpina"                           | "An annotated checklist of the Italian Vascular Flora" |
| ------------------------ | ----------------------- | ----------------------- | ----------------------- | ---------------------------------------- | ------------------------------------------------------ |
| Plantago holosteum Scop. | Sinonimo di P. subulata | Nome accettato          | Nome accettato          | Nome accettato                           | Nome accettato                                         |
| Plantago humilis Guss.   | Sinonimo di P. subulata | Sinonimo di P. subulata | Sinonimo di P. subulata | (Entità non presente nella flora alpina) | Nome accettato                                         |
| Plantago subulataL.      | Nome accettato          | Nome accettato          | Nome accettato          | (Entità non presente nella flora alpina) | Nome accettato                                         |

Sandro Pignatti nella "Flora d'Italia" distingue P. holosteum da P. subulata con, per la subulata, una distribuzione più meridionale e insulare. Analogamente fa la recente (2005) pubblicazione "An annotated checklist of the Italian Vascular Flora" che in più considera valida la specie P. humilis Guss. con una distribuzione più o meno simile alla subulata. Qui di seguito sono descritte le varie entità collegate alla specie di questa voce così come sono "circoscritte tassonomicamente" nella "Flora d'Italia" di Sandro Pignatti (le varie descrizioni evidenziano soprattutto le differenze con la descrizione principale).

#### Var.grovesii
- Nome scientifico: Plantago subulata L. var. grovesii Beg..
- Descrizione: le foglie sono lunghe 2 – 4 cm con setole eretto-patenti sul bordo e batuffoli di lana densa e sporgente alla base; gli scapi dell'infiorescenza sono lunghi 3 – 10 cm; i sepali del calice e le brattee sono lunghi 2,2 - 2,5 mm
- Distribuzione: si trova nella Puglia meridionale.
- Habitat: l'habitat tipico per questa entità sono le rupi marittime.

#### Var.gussonei
- Nome scientifico: Plantago subulata L. var. gussonei Beg..
- Descrizione: il portamento della pianta è lussureggiante; le foglie sono lunghe 10 – 11 cm; gli scapi dell'infiorescenza sono alti fino a 25 cm; le brattee dell'infiorescenza sono lunghe 3 – 4 mm.
- Distribuzione: si trova sui monti della Sicilia.
- Habitat: l'habitat tipico sono le zone montane con altitudine tra 1000 e 1800 m s.l.m..

#### P. subulata
- Nome scientifico: Plantago subulata L.
- Nome comune: Piantaggine a cuscinetto.
- Sinonimo: P. humilis Guss..
- Descrizione: queste piante raggiungono una altezza di 5 – 12 cm; la forma biologica è camefita pulvinata (Ch pulv), sono piante perenni e legnose alla base, con gemme svernanti poste ad un'altezza dal suolo tra i 2 ed i 30 cm, sono poco sviluppate in altezza e di forma rigonfia e tondeggiante; i fusti sono ramificati e striscianti sul terreno e fogliosi all'apice; le foglie sono persistenti per parecchi anni e progressivamente si anneriscono, sono fortemente irsute e presentano un ciuffo di lana bianca alla base, la lamina è lunga 2,5 – 4 cm (raramente raggiunge la lunghezza d 6 cm).
- Fioritura: da giugno a luglio.
- Geoelemento: il tipo corologico (area di origine) è Mediterraneo - Orofita (?).
- Distribuzione: in Italia si trova in Liguria, Puglia e nelle isole. Si trova nell'Europa mediterranea occidentale e nel Magreb.[23]
- Habitat: l'habitat tipico per questa entità sono le stazioni ventose.
- Fitosociologia: per l'areale completo italiano Plantago subulata appartiene alla seguente comunità vegetale:[24]
- Macrotipologia: vegetazione delle praterie

- Classe: Festuco valesiacae-brometea erecti

- Ordine: Anthemidetalia calabricae

- Alleanza: Armerion aspromontanae

Descrizione: l'alleanza Armerion aspromontanae è relativa alla vegetazione dominata da emicriptofite e piccole camefite a portamento prostrato (habitus pulvinato), che si rinviene nelle radure delle faggete di quota, caratterizzata dalle specie orofile Potentilla calabra e Lotus corniculatus. Distribuzione: l'alleanza "Armerion aspromontanae" è endemica dell'Aspromonte.

Altre alleanze per questa specie sono:
- Armerion nebrodensis

#### Var.insularis
- Nome scientifico: Plantago subulata L. var. insularis Godr.
- Descrizione: le foglie sono lunghe 2 – 4 cm e larghe 1 mm con bordi paralleli, sono irsute ed hanno dei batuffoli di lana chiara alla base e delle setole eretto-patenti sul bordo; gli scapi dell'infiorescenza sono lunghi 3 – 10 cm ed hanno una spiga cilindrica pauciflora di 1 – 2 cm; le brattee dell'infiorescenza che avvolgono il calice sono lunghe 2,5 – 4 mm; i sepali del calice superano la corrispondente brattea di 2 – 3 mm.
- Distribuzione: si trova in Corsica (zone montuose).
- Habitat: l'habitat tipico sono i pascoli alpini e subalpini.

#### Var.sarda
- Nome scientifico: Plantago subulata L. var. sarda (Presl) Pilger
- Descrizione: le foglie sono lunghe 2 – 4 cm e larghe 1 mm con bordi paralleli, sono irsute ed hanno dei batuffoli di lana chiara alla base e delle setole eretto-patenti sul bordo; gli scapi dell'infiorescenza sono lunghi 3 – 10 cm ed hanno una spiga cilindrica densa di 1 – 2 cm; le brattee dell'infiorescenza che avvolgono il calice sono lunghe 2,5 – 4 mm; i sepali del calice superano la corrispondente brattea di 2 – 3 mm.
- Distribuzione: si trova in Sardegna (Monte Gennargentu).
- Habitat: l'habitat tipico sono le creste ventose a quote elevate.

#### Var.scopulorum
- Nome scientifico: Plantago holosteum Scop. var. scopulorum Degen) Pilger.
- Descrizione: il portamento è soprattutto suffruticoso con rosette emisferiche più o meno a pulvino; le foglie sono brevi (lunghezza 2 – 4 cm) e glabrescenti senza batuffoli; le infiorescenze hanno scapi ridotti (simili a subulata).
- Distribuzione: si trova in Istria (Pola), Dalmazia, nell'isolotto Pomo e nelle Tremiti.
- Habitat:  l'habitat tipico sono le scogliere di calcare e le rupi marittime.

#### Var.subulata
- Nome scientifico: Plantago subulata L. var. subulata.
- Descrizione: le foglie sono lunghe 2 – 4 cm con un allargamento di 2 – 3 mm nella metà apicale, sono irsute ed hanno dei batuffoli di lana chiara alla base e delle setole eretto-patenti sul bordo; gli scapi dell'infiorescenza sono lunghi 3 – 10 cm ed hanno una spiga cilindrica di 3 – 5 cm; le brattee dell'infiorescenza che avvolgono il calice sono lunghe 2,5 – 4 mm; i sepali del calice superano la corrispondente brattea di 2 – 3 mm.
- Distribuzione: si trova nella Liguria occidentale e forse nella provincia di Palermo.
- Habitat: l'habitat tipico sono le rupi marittime.

### Sinonimi
Questa entità ha avuto nel tempo diverse nomenclature. L'elenco seguente indica alcuni tra i sinonimi più frequenti:
- Plantaginella carinata Fourr.
- Plantaginella subulata  (L.) Fourr.
- Plantago acanthophylla  Decne.
- Plantago bracteosa  (Willk.) Samp.
- Plantago capitellata  DC.
- Plantago carinata  Schrad. ex Mert. & W.D.J.Koch
- Plantago holosteum  Scop.
- Plantago humilis  Guss.
- Plantago humilis subsp. atlantis  (Emb. & Maire) Brullo, Pavone & Terrasi
- Plantago humilis subsp. granatensis  (Willk.) Brullo, Pavone & Terrasi
- Plantago humilis subsp. insularis  (Nyman) Kerguélen & Lambinon
- Plantago humilis subsp. sarda  (C. Presl) Brullo, Pavone & Terrasi
- Plantago incana var. capitellata  Salis
- Plantago insularis  (Nyman) Briq.
- Plantago radicata  Hoffmanns. & Link
- Plantago radicata subsp. acanthophylla  (Decne.) Franco
- Plantago radicata subsp. monticola  (Samp.) Franco
- Plantago recurvata  Coutinho
- Plantago sarda  C. Presl
- Plantago subulata subsp. atlantis  (Emb. & Maire) Greuter & Burdet
- Plantago subulata subsp. granatensis  (Willk.) Malag.
- Plantago subulata subsp. holosteum  (Scop.) O. Bolòs & Vigo
- Plantago subulata subsp. humilis  (Guss.) Greuter & Burdet
- Plantago subulata subsp. insularis  Nyman
- Plantago subulata subsp. radicata  (Hoffmanns. & Link) O. Bolòs & Vigo
- Plantago subulata var. atlantis  Emb. & Maire
- Plantago subulata var. granatensis  Willk.

### Specie simili
Le specie del genere Plantago sono difficili da distinguere una dall'altra. La seguente tabella evidenzia i caratteri più significativi delle due specie più simili a quella di questa voce:
- Plantago maritima: le foglie sono glabre con bordo liscio e con forme progressivamente assottigliate all'apice; la base delle foglie è allargata in una guaina a consistenza membranosa con forme triangolari.
- Plantago alpina: le foglie sono glabre con bordo liscio e parallelo fin quasi all'apice; le foglie sono quasi prive della guaina.
- Plantago subulata: le foglie sono irsute con bordo setoloso.

Le tre specie sopra descritte hanno in comune le foglie tutte basali a disposizione spiralata (gli scapi fioriferi sono privi di foglie), i sepali dorsali del calice carenati ma non alati, la corolla con il tubo peloso e i lobi glabri e la faccia interna dei semi piana.

## Altre notizie
La 'piantaggine olostea in altre lingue è chiamata nei seguenti modi:
- (DE)  Kiel-Wegerich
- (FR)  Plantain holostée